# Klimat Estonii
Estonia – leży w północnym rejonie strefy klimatu przejściowego pomiędzy klimatem morskim a kontynentalnym. Pomimo położenia w części północnej klimat Estonii jest bardziej łagodny. Wpływ na to ma stały napływ ciepłego powietrza morskiego, w zasięgu którego znajduje się także cała Europa Północna. Bliskie położenie Morza Bałtyckiego powoduje różnice pomiędzy klimatem rejonów przybrzeżnych a klimatem wewnątrz kraju. W Estonii występują cztery pory roku, trwające mniej więcej tyle samo. Średnie temperatury wahają się w najcieplejszym miesiącu lipcu pomiędzy 16,3 °C na bałtyckich wyspach a 18,1 °C w głębi lądu. Natomiast w lutym, najzimniejszym miesiącu, średnie temperatury wynoszą od –3,5 °C na wyspach do –7,6 °C wewnątrz kraju.

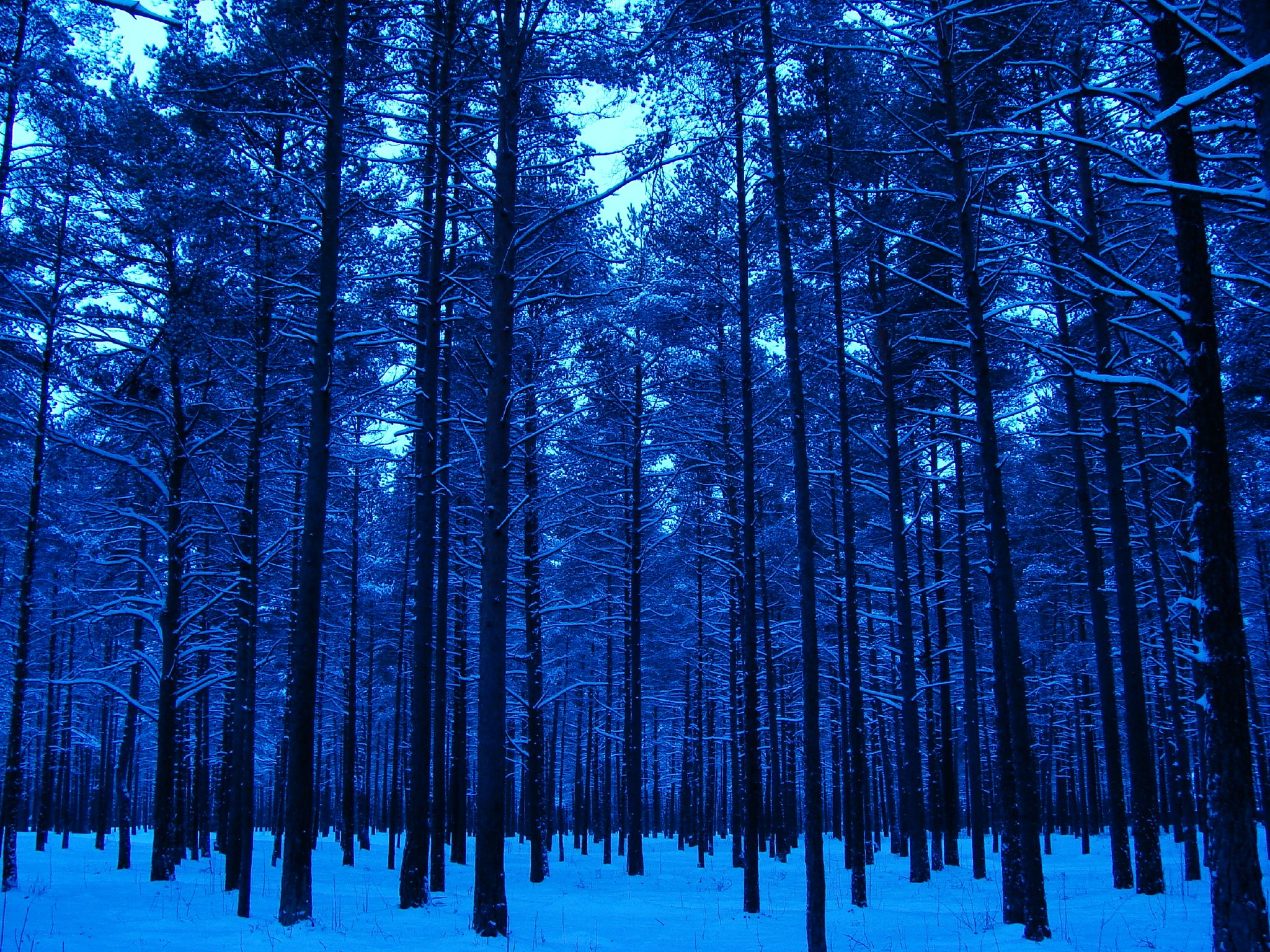
Młody las sosnowy zimą

Średnia roczna temperatura powietrza w Estonii wynosi 5,2 °C. Średnia temperatura w najzimniejszym miesiącu roku, to –5,7 °C, natomiast w najcieplejszym miesiącu wynosi 16,4 °C. Na klimat mają wpływ także Ocean Atlantycki oraz prąd Północnoatlantycki. Estonia położona jest w wilgotnej strefie, gdzie ilość opadów jest większa niż parowanie. Średnia ilość opadów w latach 1961–1990 wahała się pomiędzy 535 a 727 milimetrów rocznie. Największe opady występują pod koniec lata. W tym czasie wystąpiło 102–127 dni deszczowych w ciągu roku i opady najbardziej obfite były na zachodnich zboczach wyżyn Sakala i Haanja. Najgrubsza pokrywa śnieżna występuje w południowo-wschodnich rejonach kraju od połowy grudnia do końca marca.
| Miesiąc                           | Styczeń | Luty  | Marzec | Kwiecień | Maj  | Czerwiec | Lipiec | Sierpień | Wrzesień | Październik | Listopad | Grudzień | Rok   |
| --------------------------------- | ------- | ----- | ------ | -------- | ---- | -------- | ------ | -------- | -------- | ----------- | -------- | -------- | ----- |
| Rekordowo wysoka temperatura [°C] | 10,1    | 12,4  | 18,4   | 27,6     | 31,2 | 33,5     | 35,2   | 35,6     | 30,2     | 22,4        | 13,3     | 11,9     | 35,6  |
| Rekordowo niska temperatura [°C]  | –36,8   | –36,2 | –29,5  | –14,3    | –6,6 | –2,6     | 0,5    | 0,2      | –8,4     | –17,0       | –25,9    | –34,6    | –36,8 |
| Największa prędkość wiatru [m/s]  | 38      | 35    | 33     | 30       | 28   | 28       | 30     | 37       | 29       | 34          | 34       | 34       | 38    |

## Wiosna
Wiosna zwykle jest sucha i łagodna. W kwietniu i maju zdarzają się jeszcze opady śniegu. Maj jest najcieplejszym miesiącem wiosennym. Przy fali cieplejszych temperatur termometry mogą wskazywać nawet 20–30 °C. Sezon burzowy rozpoczyna się w kwietniu.

## Lato
Lata w Estonii są łagodne. Wyższe temperatury notowane są na południu i wschodzie kraju, chłodniej natomiast jest na wyspach. Termometry mogą wskazywać nawet 30–35 °C, ale z reguły temperatura oscyluje w okolicach 20 °C. Najcieplejszym miesiącem jest lipiec, ale rekord temperaturowy odnotowano w sierpniu: 35,6 °C (według niektórych źródeł było to 38,0 °C, ale te dane nie zostały oficjalnie potwierdzone). Popołudniami występują burze.

## Jesień
Jesień jest wilgotna i wietrzna. Pierwsza połowa września może być ciepła. Przez Skandynawię przechodzą cyklony, które sprowadzają intensywne opady i burze. Niektóre burze mogą powodować powodzie na wybrzeżu oraz wiatr osiągający w porywach 35 m/s. Pierwszy śnieg pojawia się zazwyczaj pod koniec października lub w listopadzie.

## Zima
Niższe temperatury odnotowywane są na wschodzie, cieplej jest w rejonach nadmorskich. Najchłodniejsze miesiące to styczeń i luty. Nocą temperatura spada do nawet –35 °C. Rekord temperaturowy wynosi –43,5 °C. Cyklony przynoszą ze sobą śnieżyce.

## Wiatr
Najsilniejsze podmuchy wiatru odnotowano w 1969 r. w Ruhnu. Prędkość wiatru wyniosła 48 m/s.